# Inez Milholland
Inez Milholland Boissevain (6 de agosto de 1886 - 25 de noviembre de 1916) fue una sufragista, abogada laboralista, socialista, corresponsal de la Primera Guerra Mundial y oradora pública que influyó en el movimiento de mujeres en Estados Unidos. Estuvo activa en el Partido Nacional de la Mujer y una participante clave en la Procesión del Sufragio Femenino de 1913. 
Desde sus años como estudiante de la universidad Vassar, pronto comenzó una agresiva campaña sufragista en favor de los derechos de las mujeres, al igual que defendió otros movimientos revolucionarios de carácter socialista. En 1913, lideró una Marcha por el Sufragio Femenino, montada a caballo ante la toma de posesión del Presidente Woodrow Wilson, donde consiguió atraer la atención más por su belleza que por sus acciones políticas. Falleció a causa de anemia perniciosa durante una gira de conferencias, en la que participó ignorando su prescripción médica.  

## Biografía

### Primeros años
Nacida y criada en Brooklyn, Nueva York, Milholland creció en una familia acomodada. Conocida como Nan, era la hija mayor de John Elmer y Jean (Torrey) Milholland y tenía una hermana, Vida, y un hermano, John (Jack). Su padre era un reportero y escritor editorial del New York Tribune, al final dirigió un negocio de tubos neumáticos que le permitió a su familia una vida privilegiada tanto en Nueva York como en Londres. En Londres se encontró y quedó impresionada por la sufragista inglesa Emmeline Pankhurst.  Pasó los veranos en la tierra de su familia en Lewis, Condado de Essex, Nueva York; la propiedad ahora es la Escuela de Música Meadowmount. Su padre apoyó muchas reformas, entre ellas la paz mundial, los derechos civiles y el sufragio femenino. Su madre expuso a sus hijos a estímulos culturales e intelectuales.

### Educación
Inez Millholland recibió en su juventud una educación en el Comstock School en Nueva York, además de en el Kensington Secondary School en Londres. Al terminar el instituto, decidió continuar sus estudios en  la universidad de Vassar, pero cuando le denegaron el certificado de graduación tuvo que cambiarse al Willard School for Girls en Berlín. 
Durante sus años en la universidad de Vassar, fue expulsada temporalmente por organizar una reunión con motivo de la lucha por los derechos de la mujer. El rector de Vassar prohibió toda reunión sufragista, pero Millholland y otros estudiantes mantuvieron “clases” regulares sobre el asunto, junto con largas protestas y peticiones. Inez era conocida como una activista radical. Desafiando la prohibición de encuentros sufragistas en el campus, convocó uno en el cementerio al otro lado de la calle. Comenzó un movimiento sufragista en Vassar, al que se unieron dos tercios de estudiantes, y a los que le enseñó los principios del socialismo. Millholland se convirtió en la presidenta la Sociedad Socialista Interuniversitaria, la cual estaba en ese momento dirigida principalmente por  mujeres y reflejaba interés y empatía con los oprimidos. Para Inez, el socialismo era “un medio vital para corregir a los monstruosos males bajo el sol”. 
Atendió numerosas reuniones socialistas en Poughkeepsie, que estaban prohibidas también por su universidad, junto al grupo radicalista que había conseguido congregar. Siendo una joven mujer atleta, se convirtió en la capitana del equipo de hockey, miembro del equipo de atletismo (1909) y batió récord de lanzamientos en baloncesto. Millholland también estaba involucrada en más actividades estudiantiles, como el Club de Alemán, el Current Topics Club y el equipo de debate. 
Tras graduarse en Vassar en 1909, intentó aplicar en las universidades Yale, Harvard y Cambridge con la intención de estudiar derecho, pero no fue admitida en ninguna por ser mujer. Millholland consiguió finalmente matricularse en la Escuela de Derecho de la Universidad de Nueva York, de la que consiguió graduarse en 1912.  

## Carrera

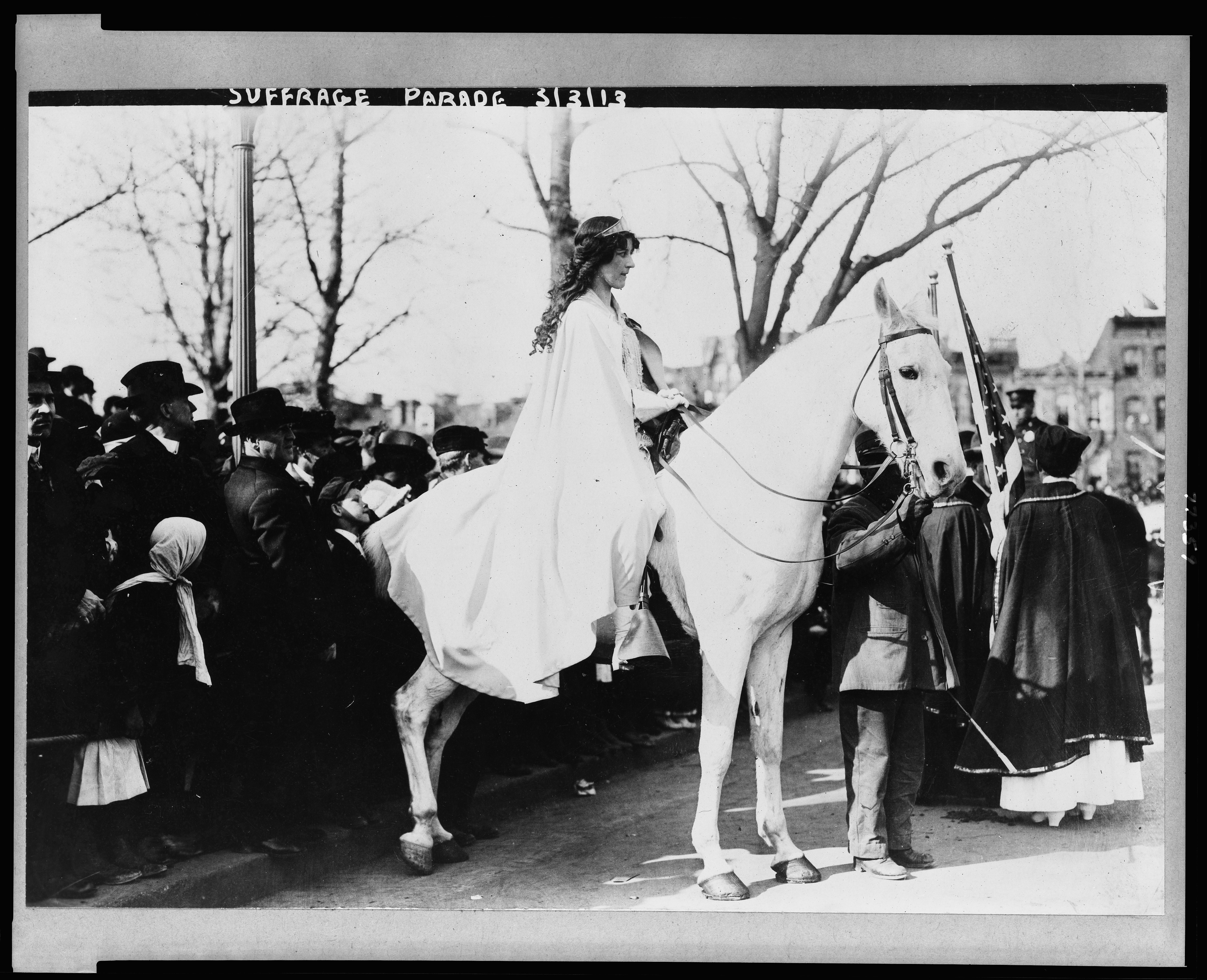
Inez Milholland, a caballo, dirigió la Procesión del Sufragio de Mujeres del 3 de marzo de 1913 en Washington D. C.

Las causas de Milholland fueron de largo alcance. No solo estaba interesada en la reforma penitenciaria, sino que también buscaba la paz mundial y trabajaba por la igualdad para los afroamericanos. Fue miembro de la NAACP, la Liga de Sindicatos de Mujeres, la Liga de la Igualdad de las Mujeres Autónomas en Nueva York (Unión Política de Mujeres), el Comité Nacional de Trabajo Infantil y la Sociedad Fabiana de Inglaterra. También participó en la Asociación Nacional Americana del Sufragio de la Mujer, que más tarde se ramificó en el radical Partido Nacional de la Mujer. Se convirtió en líder y oradora popular en el circuito de campaña del NWP, trabajando en estrecha colaboración con Alice Paul y Lucy Burns. 

### Abogada
Más tarde, Milholland fue admitida en el colegio de abogados y se unió al bufete neoyorquino de Osborne, Lamb y Garvan, ocupándose de casos penales y divorcios. En uno de sus primeros casos, fue enviada a investigar las condiciones de la prisión Sing Sing. En aquella época, el contacto de las mujeres con los presos estaba mal visto, pero ella insistió en hablar personalmente con los presos para desvelar sus horribles condiciones de vida. Además, quería saber cómo era ser preso, así que se hizo esposar a uno.

### Sufragista
Milholland participó en su primer desfile sufragista el 7 de mayo de 1911. Sujetó un cartel que decía: “Hacia adelante, sin errores; dejad atrás la noche; hacia adelante a través de la oscuridad; hacia la luz”. Se convirtió rápidamente en la cara del movimiento sufragista. El periódico New York Sun afirmó que “ningún desfile sufragista estaba completo sin Inez Milholland”. La líder sufragista Harriot Eaton Stanton Blatch hizo liderar diversos desfiles a Inez en 1911, 1912 y 1913. El 3 de marzo de 1913, el día anterior a la investidura del Presidente Woodrow Wilson, Milholland hizo su aparición más memorable a los 26 años, en la Marcha por el Sufragio Femenino en Washington D. C., la cual ayudó a organizar. La líder sufragista Alice Paul la situó a la cabeza del desfile, llevando una corona y una larga capa blanca, y montada en un caballo blanco llamado “Atardecer Gris”. Los caballos se convirtieron en un método común para divulgar información acerca del movimiento sufragista y otras sufragistas como Claiborne Catlin Elliman montaban en ellos para dar a conocer el movimiento.
Milholland creía que las mujeres debían tener el derecho al voto por los tratos que solo las mujeres recibían. Argumentaba que las mujeres se convertirían metafóricamente en las “limpiadoras de la nación”. Creía que el voto femenino podría eliminar males sociales como los talleres de explotación laboral, las viviendas de alquiler, la prostitución, la hambruna, la pobreza y la mortalidad infantil. Inez decía a los hombres que no debían preocuparse por las mujeres de sus vidas, ya que estaban extendiendo sus derechos y deberes al país entero en lugar de dentro del hogar. A pesar de que habló de estos temas, a ella siempre le decepcionó ser más conocida por su apariencia que por su cerebro.
Las palabras finales de su último discurso por el sufragio fueron: “Señor Presidente, ¿cuánto deben esperar las mujeres para ser libres?”

### Pacifista
Milholland cruzó el océano hacia Italia al inicio de la Primera Guerra Mundial, poco tiempo después de que el RMS Lusitania fuera bombardeado por un submarino U-boat alemán. Tras el amarre, el capitán informó a Milholland de que un submarino alemán les seguía por el océano. Con esta información, comenzó a escribir para el New York Tribune y se convirtió en corresponsal de guerra. Milholland trabajó para que le permitieran visitar el frente de batalla, ya que ella seguía escribiendo artículos en contra de la guerra que acabaron siendo censurados por el gobierno italiano, que le prohibió la entrada al país.
En cuanto regresó de Italia, Milholland sufrió episodios de depresión. Sentía que le habían prohibido estar en el frente porque era una mujer y no porque fuese pacifista. Sentía que se había convertido en un fracaso.
Inez fue también una figura principal en la desafortunada expedición del Barco de la Paz de Henry Ford a finales de 1915, que cruzó el Atlántico con un equipo de activistas pacifistas que esperaban impulsar una negociación para poner fin a la Primera Guerra Mundial. Sin embargo, abandonó el barco en Estocolmo porque el viaje estaba desorganizado y se produjeron discrepancias entre los pasajeros.

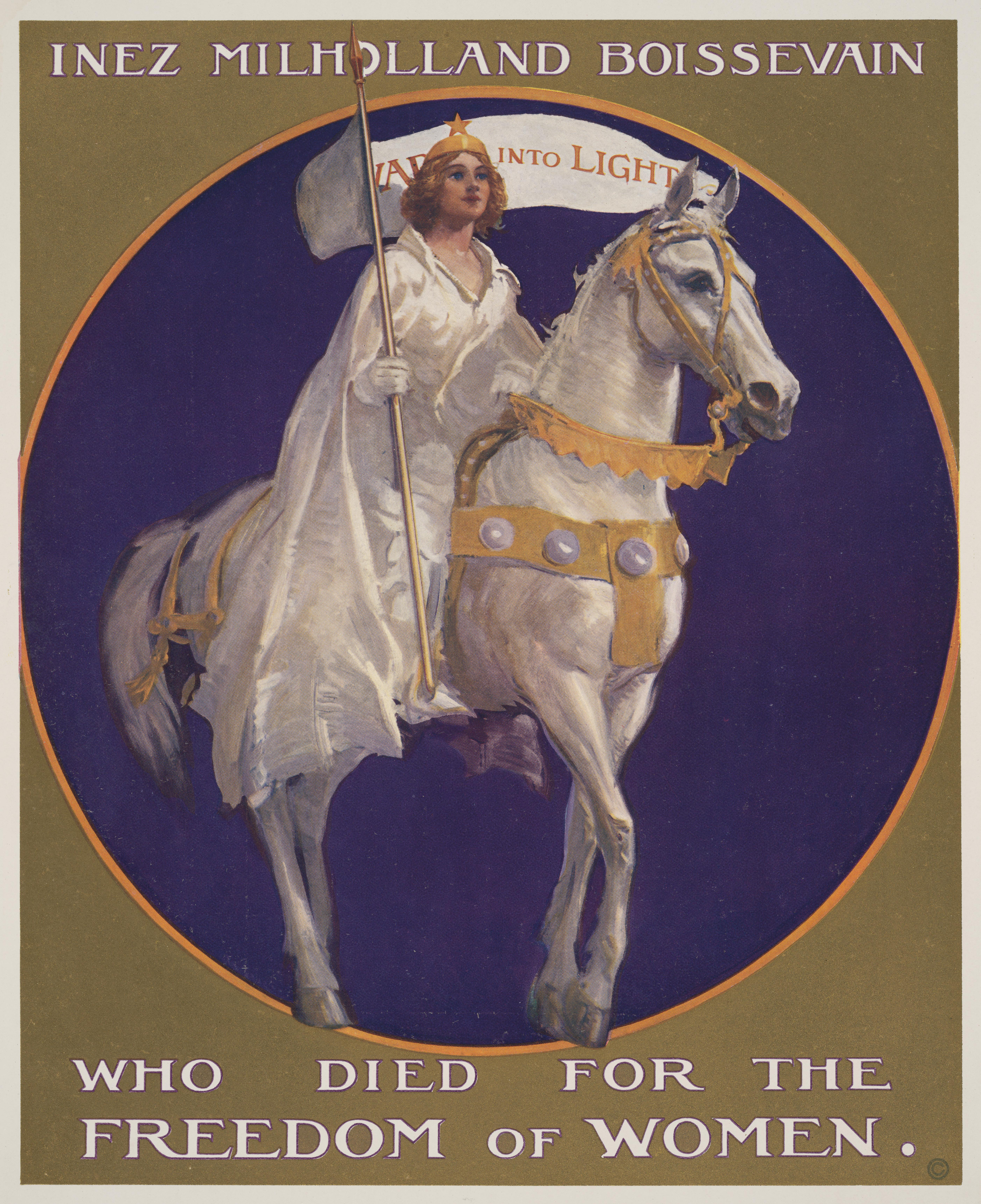
Póster sufragista mostrando a Inez Milholland Boissevain vestida como el 3 de marzo de 1913 en la marcha sufragista en Washington D. C.

## Vida personal
Inez Milholland se convirtió en el clásico ideal de la Nueva Mujer al principio del siglo XX. Le encantaban las nuevas modas de baile, como el Turkey Trot o el Grizzly Bear, y disfrutaba viajando a París y comprando vestidos de alta costura parisinos. Además, sus puntos de vista reflejaban los de la Nueva Mujer en lo que respecta al amor sexual.
En el otoño de 1909, Inez Milholland y Max Eastman se convirtieron en estrellas radicales en ascenso debido a su atractivo aspecto. Inez conoció a Max a través de su hermana, Crystal Eastman, a quien conoció en mítines socialistas y sufragistas. Inez le dijo a Max que le amaba e intentó convencerlo de fugarse con ella. Finalmente, cuando él correspondió su amor y aceptó casarse con ella, su relación se vino abajo. Ambos se dieron cuenta de que no podían ser amantes, pero siguieron siendo amigos íntimos de por vida.
Del mismo modo en que se enamoró rápidamente de Eastman, empezó a salir con el escritor John Fox Jr. poco después. Ella le dijo que le amaba pero él no le correspondió de inmediato. Cuando él le dijo que la amaba, ella dejó de estar interesada.

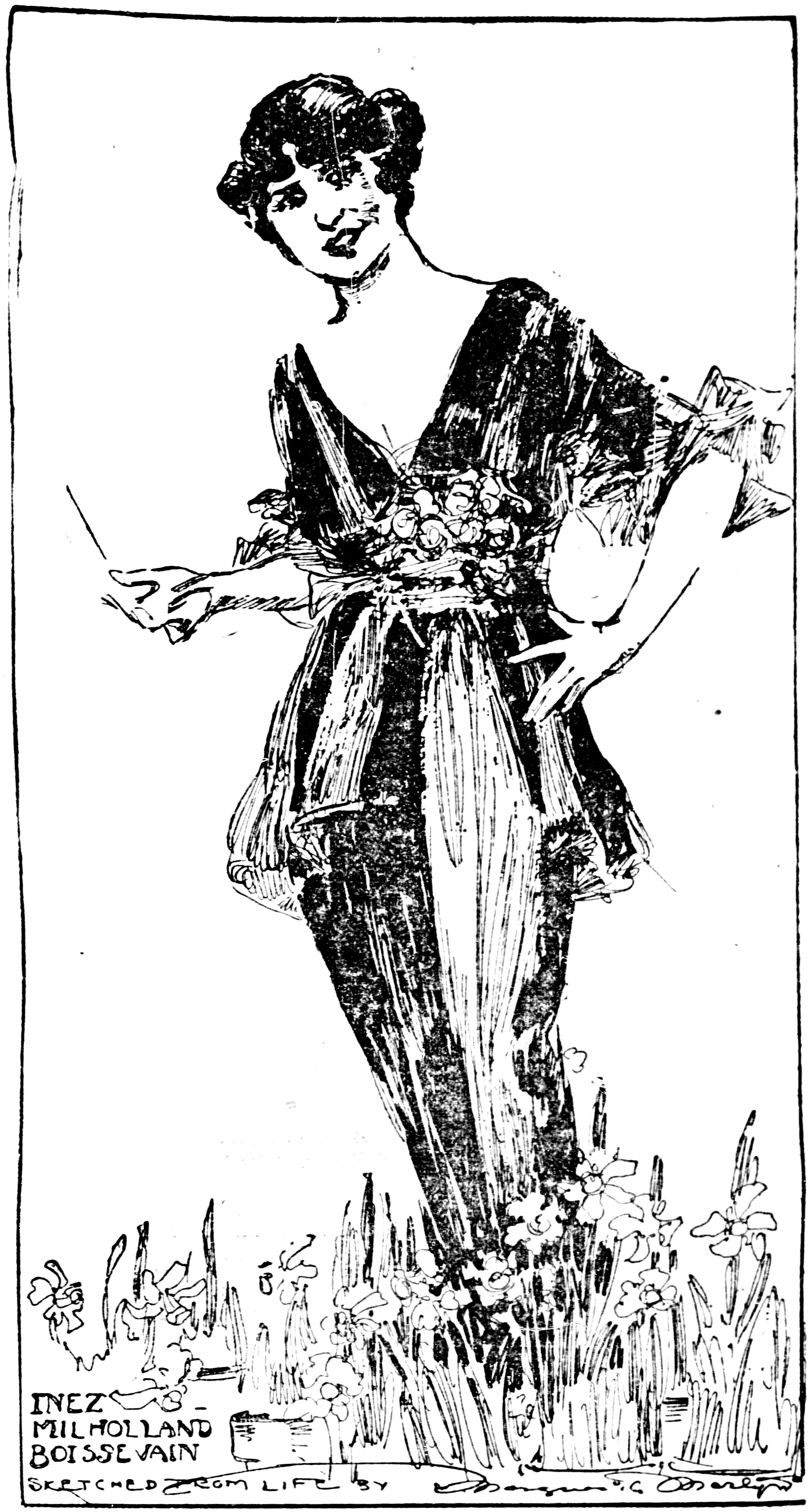
Sketch de Marguerite Martyn en el despacho de St. Louis, 1914.

En julio de 1913, durante un crucero a Londres, Milholland le propuso matrimonio a Eugen Jan Boissevain, un holandés al que conocía desde hacía un mes. Se casaron el 14 de julio en el registro civil de Kensington, tan pronto como pudieron al llegar a Londres y sin consultarlo con sus familias. John Milholland estaba en Nueva York en ese momento y se enteró del matrimonio por la prensa. John insistió en que se volvieran a casar en una iglesia, pero Inez se negó. Cuando la pareja regresó a Nueva York, surgió una complicación. Milholland ya no era una ciudadana estadounidense porque la Ley de Expatriación de 1907 establecía que si una mujer estadounidense se casaba con un no estadounidense, esta adquiría la nacionalidad de su marido.

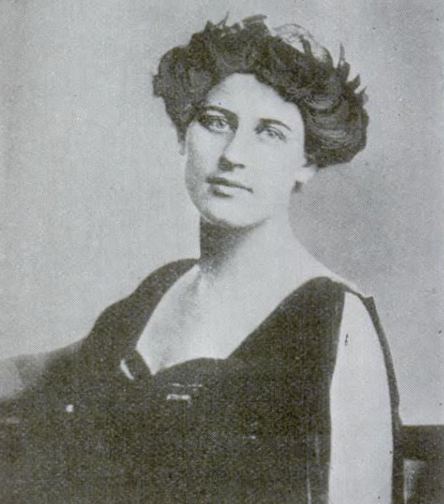
Milholland en 1916

Milholland no dejó de coquetear con otros hombres después de su matrimonio y a menudo escribía a Boissevain para contárselo. Aunque Milholland adoraba a los niños, la pareja nunca tuvo ninguno.

## Muerte

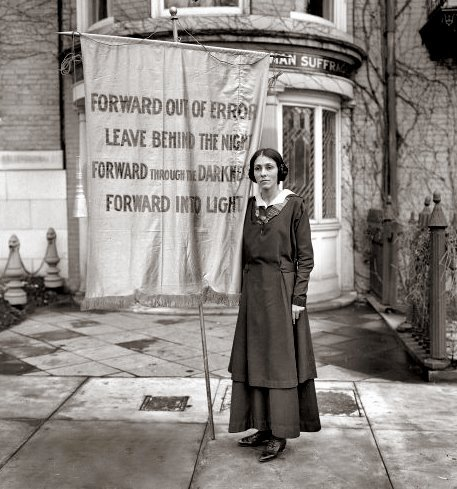
Banner en el servicio conmemorativo de Milholland en 1916

En 1916, realizó una gira por Occidente, en defensa de los derechos de las mujeres como miembro del Partido Nacional de la Mujer. Emprendió la gira a pesar de sufrir de anemia perniciosa y de las advertencias de su familia, que estaba preocupada por el deterioro de su salud. El 22 de octubre de 1916, se desmayó en medio de un discurso en Los Ángeles, California, en Blanchard Hall y fue trasladada de urgencia al Hospital Good Samaritan. A pesar de las transfusiones de sangre, murió el 25 de noviembre de 1916.
Sus últimas palabras públicas fueron: "Señor presidente, ¿cuánto tiempo deben esperar las mujeres por la libertad?".

## Legado

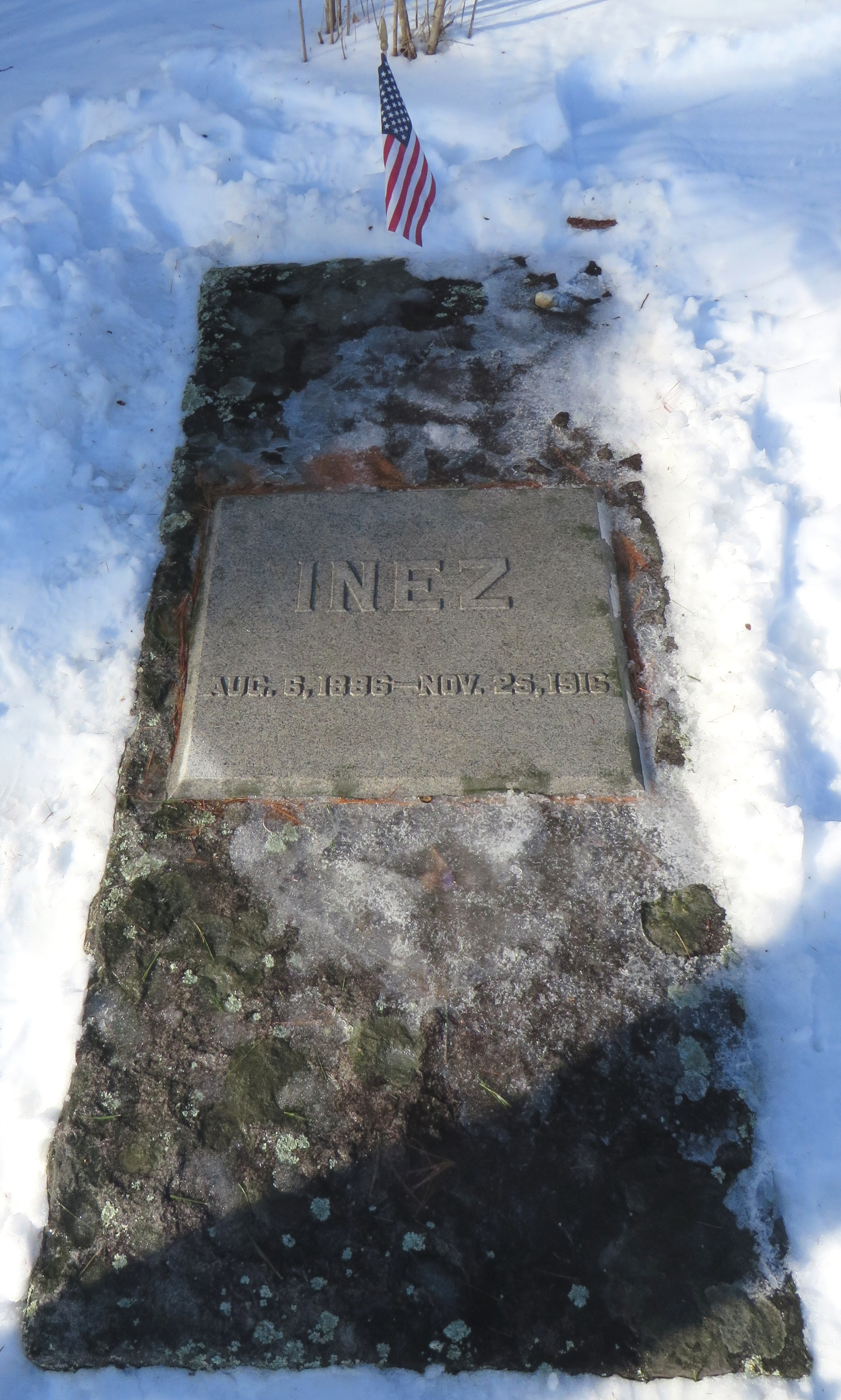
La tumba de Inez Milholland en el cementerio de Lewis, Lewis, Nueva York, 2018

Después de su muerte, su hermana Vida Millholland dedicó su tiempo al trabajo de sufragio, incluida su aprisión por tres días en 1917.
Durante un homenaje se propuso cambiar el nombre de Mount Discovery en Adirondacks por el suyo, sin embargo, el cambio nunca se realizó oficialmente.
Carl Sandburg escribió un poema sobre ella titulado "Repeticiones", que aparece en su volumen de 1918, Cornhuskers. Edna St. Vincent Millay, quien se casó con el viudo de Milholland, Eugen Boissevain en 1923, también escribió un poema, "Para Inez Milholland", incluido en su colección The Buck in the Snow.
Julia Ormond interpretó a Inez Milholland en la película Iron Jawed Angels.
La cátedra Inez Milholland de Libertades Civiles en la Facultad de Derecho de la Universidad de Nueva York, fue nombrada en su honor.